# Cicle de resposta sexual humana

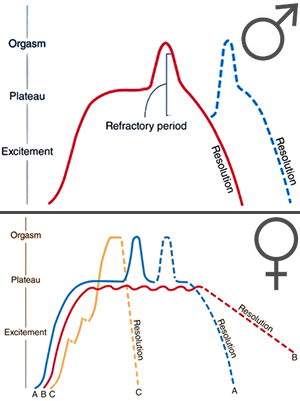
Típics cicles de resposta sexual

El cicle de resposta sexual humana és un model de quatre etapes que descriu les respostes fisiològiques davant l'estimulació sexual. Aquestes etapes són, per ordre d'ocurrència, excitació, manteniment, orgasme i resolució. El cicle va ser proposat per primera vegada per William H. Masters i Virginia E. Johnson en el seu llibre de 1966 Human Sexual Response.
Des d'aleshores, s'han formulat altres models de resposta sexual humana.